# Nika Futterman
Nika Futterman (født 25. oktober 1969 i New York, USA) er en amerikansk sangerinde og tegnefilmsdubber. Hun er sikkert bedst kendt som stemmen bag Asajj Ventress i Star Wars: The Clone Wars.